# Уимсхёрст, Джеймс
Джеймс Уимсхёрст (англ. James Wimshurst, 13 апреля 1832 года — 3 января 1903 года) — английский изобретатель, инженер, кораблестроитель. Уимсхёрст не патентовал свои изобретения, но предложенные им улучшения дисковой электростатической машины закрепились в её названии — машина Уимсхёрста.
Член Лондонского королевского общества (1898), Института инженеров-электриков (1889), Лондонского физического общества, Рёнтгеновского общества и Института инженеров-кораблестроителей.

## Жизнь и труды
Уимсхёрст родился в Попларе, районе Восточного Лондона, его отец Генри Уимсхёрст был инженером-кораблестроителем в доках у Рэтклиффского Креста. Джеймс Учился в Steabonheath House в Лондоне, до 1853 года был подмастерьем в Thames Ironworks and Shipbuilding Company. В 1865 году женился на Кларе Триббл (англ. Clara Tribble). В том же году Уимсхёрст был переведён в Ливерпуль, где работал в Ливерпульском страховом реестре. В 1874 году он стал «главным кораблестроительным инспектором» Министерства торговли в Ллойде. Значительно позже, в 1890 году, он был представителем Министерства торговли на международной конференции в Вашингтоне.
Свободное время Уимсхёрст посвящал экспериментированию. Он изобрёл вакуумный насос, индикатор устойчивости корабля и способ электропитания маяков с берега. В 1878 году он начал опыты с электростатическими машинами, с помощью которых можно производить электрические разряды для развлечения или эксперимента. С 1880 года он занялся машинами с электростатической индукцией. Дома в Клапеме он устроил мастерскую с разнообразными инструментами и приборами для электрического освещения. Сначала он построил по известным схемам машины Никольсона, Карре и Хольца. Усовершенствования привели к конструкции машины Хольца-Уимсхёрста.

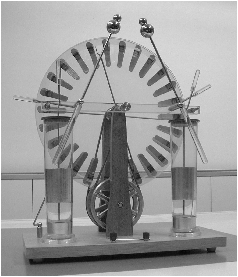
Демонстрационная машина Уимсхёрста для физических кабинетов учебных заведений

Вскоре Уимсхёрст изобрёл «двойную машину» с двумя дисками из изоляционного материала, которые вращаются в противоположных направлениях. На диски наклеены металлические лепестки. В сравнении с машинами предшественников, двойная машина Уимсхёрста не нуждалась в источнике начального напряжения  и не была столь чувствительна к влажности воздуха. Эта конструкция была впоследствии усовершенствована другими изобретателями. В 1882 году Уимсхёрст изобрёл «цилиндрическую машину», и к 1883 году его усовершенствования стали столь известны, что машины получили его имя. Уже в 1885 году в Англии была построена одна из крупнейших машин Уимсхёрста, которая сохраняется в Чикагском музее промышленности и науки.
В 1889 году Уимсхёрст вступил в Институт инженеров-электриков. В 1891 году сообщил об изобретении высоковольтного генератора переменного тока. С 1896 года многодисковые машины Уимсхёрста получили применение в рёнтгеновских установках и для лечения электризацией, за что Уимсхёрст был избран в Королевское общество в 1898 году. 
Уимсхёрст умер в своём доме в Клапеме в возрасте 70 лет.